# Siergiej Reformatski
Siergiej Nikołajewicz Reformatski (ros. Сергей Николаевич Реформатский; ur. 1860, zm. 1934) – rosyjski chemik, w 1887 roku opisał reakcję nazwaną później jego imieniem.